# Congrès démocratique national (Grenade)
Pour les autres articles nationaux ou selon les autres juridictions, voir Congrès démocratique national.
Le Congrès démocratique national (en: National Democratic Congres) est un parti politique grenadien.
Fondé en 1987, le parti remporta les élections législatives de 1990, et fut au pouvoir jusqu'en 1995. Il remporta à nouveau les élections législatives en 2008, permettant à son dirigeant Tillman Thomas d'accéder au poste de premier ministre le 9 juillet,.
Parmi les promesses électorales du parti en 2008, citons:
- la réduction des droits de douane à l'importation des « denrées essentielles », afin de réduire le coût de la vie ;
- le soutien aux fermiers et l'encouragement à la production agricole jardinière ;
- offrir à tous la formation à la création d'entreprises ;
- garantir à tous les jeunes l'accès à l'université ;
- garantir à tous l'accès aux soins ;
- développer l'utilisation des énergies renouvelables.

## Liste des chefs du Congrès démocratique national
| Chef                | Lieu de naissance | Début            | Fin              |
| ------------------- | ----------------- | ---------------- | ---------------- |
| Nicholas Brathwaite | Carriacou         | 1989             | 4 septembre 1994 |
| George Brizan       | Saint David       | 4 septembre 1994 | octobre 2000     |
| Tillman Thomas      | Hermitage         |                  | 2 février 2014   |
| Nazim Burke         | Carriacou         | 2 février 2014   | 1er juillet 2018 |
| Franka Bernardine   |                   | 3 novembre 2019  | 2020             |
| Dickon Mitchell     |                   | 31 octobre 2021  | en cours         |

## Résultats électoraux
| Élection | Chef                | Votes  | %    | Sièges  | +/– | Position | Gouvernement |
| -------- | ------------------- | ------ | ---- | ------- | --- | -------- | ------------ |
| 1990     | Nicholas Brathwaite | 13,637 | 34.5 | 7 / 15  | 7   | 1er      | Minorité     |
| 1995     | George Brizan       | 13,372 | 30.6 | 5 / 15  | 2   | 2e       | Opposition   |
| 1999     | George Brizan       | 10,396 | 25.1 | 0 / 15  | 5   | 2e       | Opposition   |
| 2003     | Tillman Thomas      | 21,445 | 45.4 | 7 / 15  | 7   | 2e       | Opposition   |
| 2008     | Tillman Thomas      | 29,007 | 51.2 | 11 / 15 | 4   | 1er      | Majorité     |
| 2013     | Tillman Thomas      | 22,377 | 40.6 | 0 / 15  | 11  | 2e       | Opposition   |
| 2018     | Nazim Burke         | 23 243 | 40.5 | 0 / 15  | 0   | 2e       | Opposition   |
| 2022     | Dickon Mitchell     | 31 398 | 51.8 | 9 / 15  | 9   | 1er      | Majorité     |